# 雲龍寺 (高山市)
海蔵山雲龍寺（うんりゅうじ）は岐阜県高山市若達町にある曹洞宗の寺院で、高山市街地の東にある東山寺院群の寺の一つ。曹洞宗寺院としては飛騨国で最も古い歴史を持つ。金森長則菩提寺であり、飛騨三十三観音霊場3番札所としても知られる。
養老4年（720年）、泰澄によって白山神社の別当妙観寺として創建される。その後衰微したが、応永2年（1395年）に總持寺22世竹窓智厳和尚が飛騨巡錫の際に師の了堂真覚を勧請開山として再興した。その後飛騨国最古の曹洞宗寺院として隆盛した。応永9年（1402年）に塔頭の久昌寺が創建され、宝徳2年(1450年)に同じく塔頭の栄鏡院が開かれた。天正16年（1588年）に飛騨国の領主となった金森長近がその長男金森長則の菩提寺に定め、檀越として保護を加える。金森氏が高山城を去り、後にその破却が決まるとその城内にあった黄雲閣を譲り受け、鐘楼門とした。現在その鐘楼門は高山市の文化財に指定されている。